# Opsomeigenia orientalis
Opsomeigenia orientalis là một loài ruồi trong họ Tachinidae.